# La ciutat
|  | Per a altres significats, vegeu «La Ciutat (diari)». |

La ciutat és una pintura a l'oli pintada per August Strindberg el 1903 que es conserva a la col·lecció del Nationalmuseum d'Estocolm (Suècia). A l'abril de 2016, la pintura La ciutat va ser seleccionada com una de les deu més grans obres artístiques de Suècia pel projecte Europeana.

## August Strindberg com a pintor
August Strindberg no havia tingut cap estudi sobre l'art. Es va dedicar a la pintura només durant períodes i pintat principalment paisatges, sobretot marins amb espectaculars ones i cels. Va pintar durant els períodes de crisis, quan ell passava per un temps difícil per escriure. No va tenir la seva consagració com a pintor fins molt després de la seva mort.
Ha arribat a ser vist com un exemple en expressionisme com a forma d'art a Suècia. En la dècada de 1870, va passar un temps amb diversos joves artistes com Carl Larsson i uns altres en la colònia francesa de Grez-sur-Loing i, a continuació, va ser quan va iniciar els seus primers acostaments en la pintura. També va ser un crític d'art.
August Strindberg va pintar el mar en tempestat, amb el formiguer de les ones, núvols borrascosas en el cel, i ones batent en contra les costes rocoses. La seva manera va romandre com una característica especial personal en tota la seva obra pictòrica.

## Composició
La ciutat és una pintura a l'oli que la va realitzar amb paleta i una gruixuda capa de color que col·locava sobre el llenç. És una pintura de paisatge, amb la vista d'una ciutat al fons reflectida sobre l'aigua. Està dominada per un paisatge fosc amb un gran espai que ocupa el cel i els núvols, amb un cromatisme en blanc, negre i gris.
| «                             | En el meu temps lliure quan pinto. Per tal de dominar el material escullo un llenç de mida mitjana, perquè pugui obtenir la pintura acabada en dues o tres hores, sempre que la meva inspiració duri. ... Un ganivet de paleta és el que uso per a aquest propòsit. ... Un lleuger toc aquí i allà amb el dit, on es mesclen els colors recalcitrants, i dissipen els tons aspres, es dispersa, es dissol! | » |
| — - August Strindberg el 1894 | |   |

## Galeria
Obres similars del mateix autor:

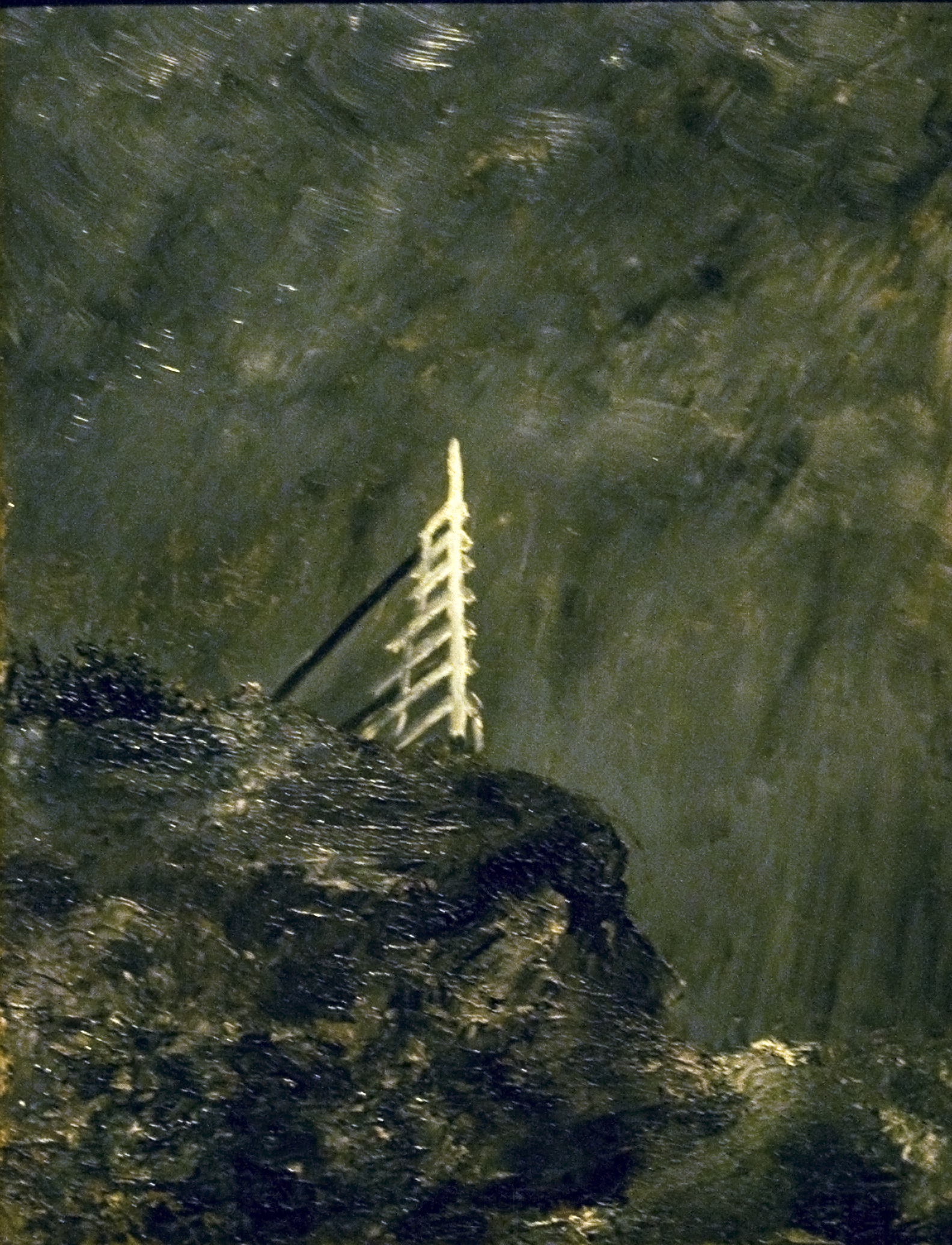
Vita Märrn, 1892
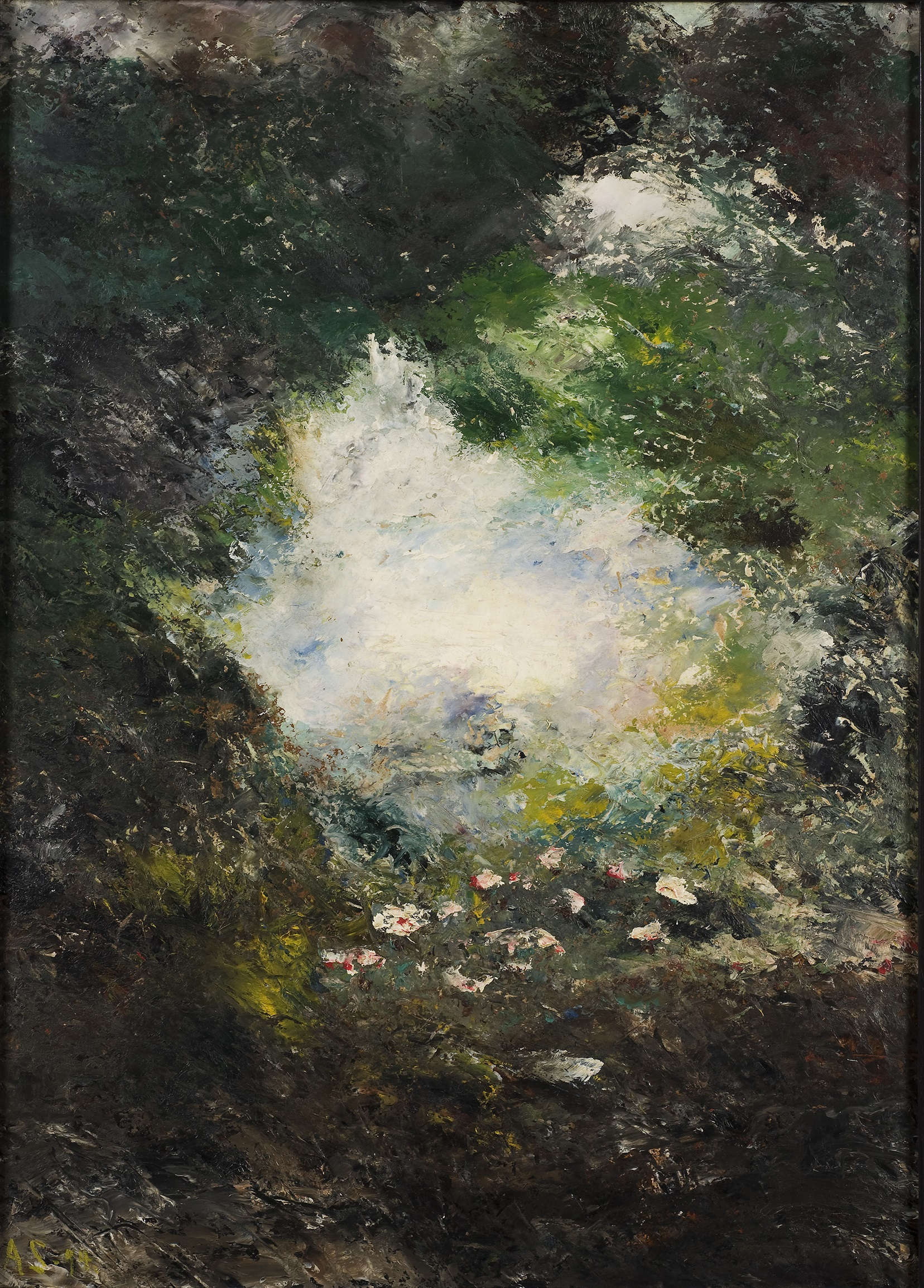
Underlandet, 1894
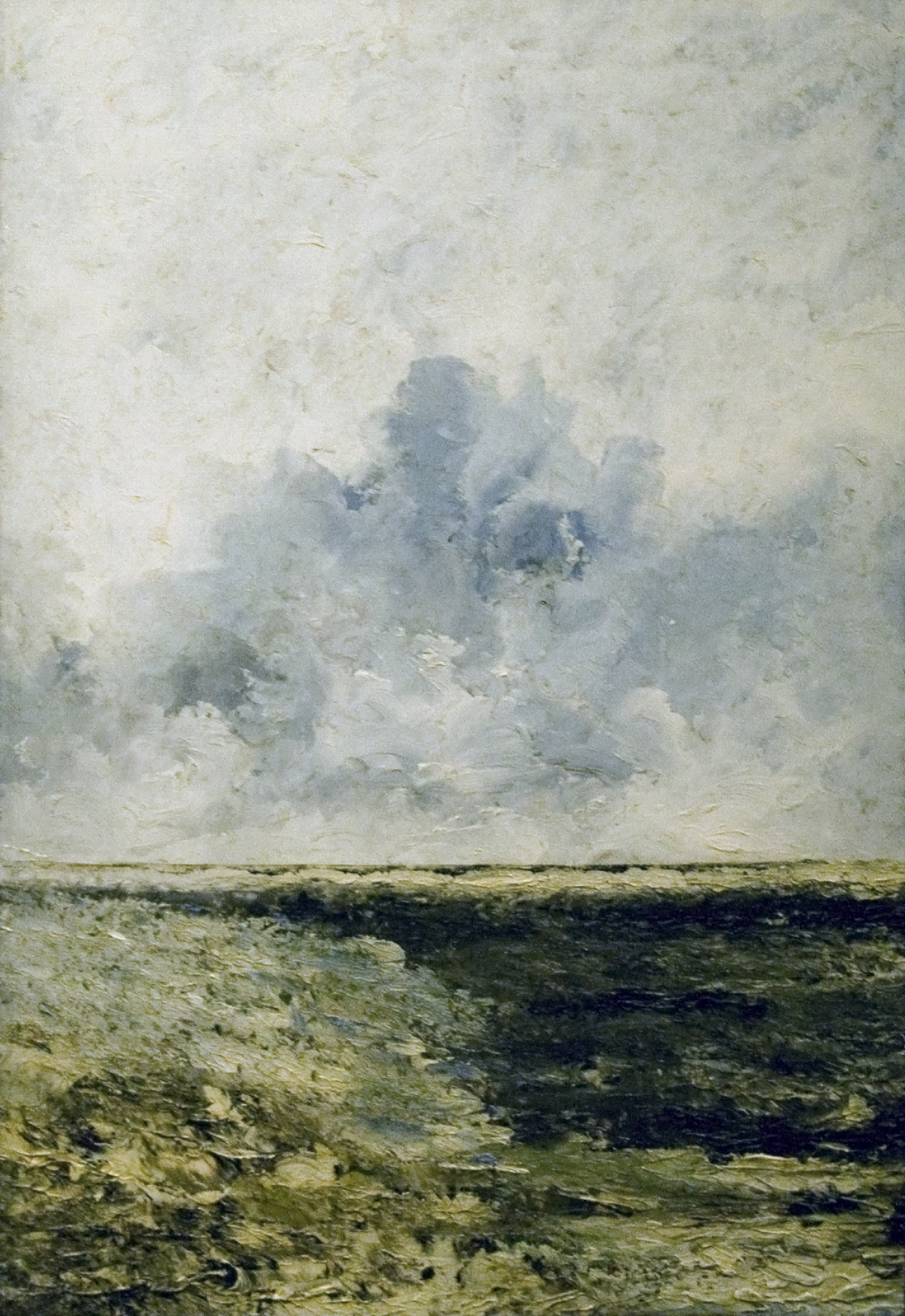
Marin, 1894
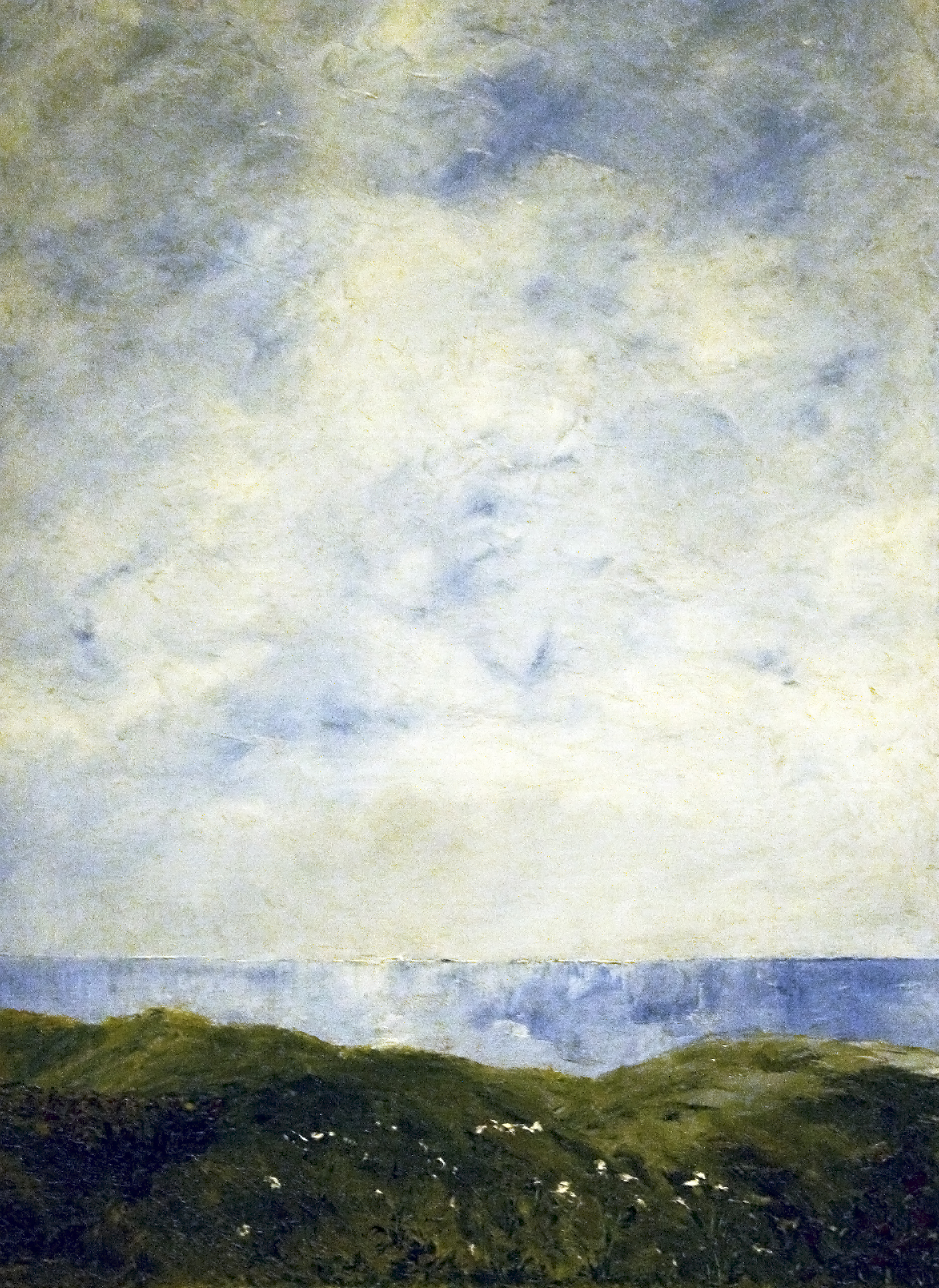
Kustlandskap II, 1903
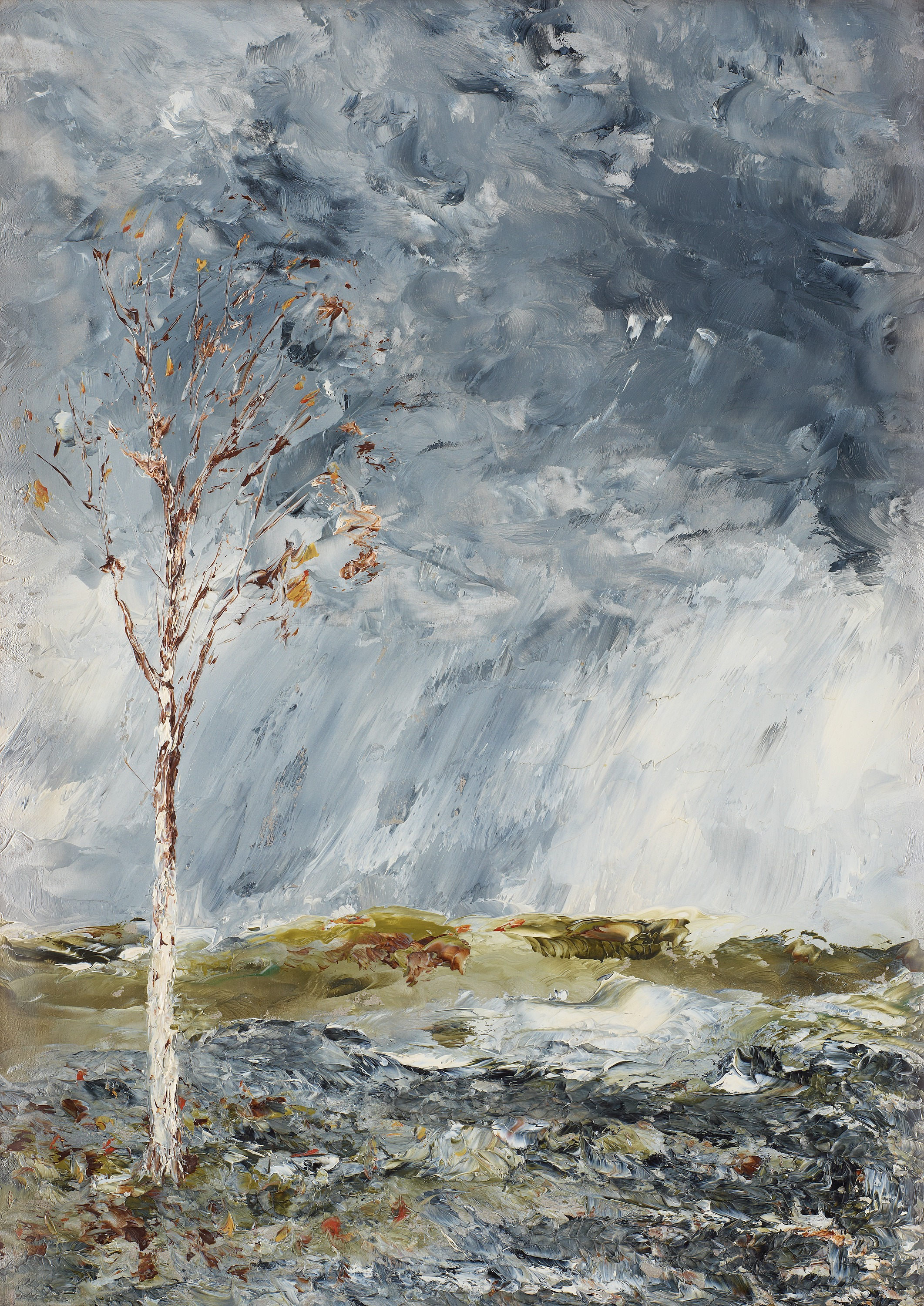
Björken I (Höst)